# 濁酒

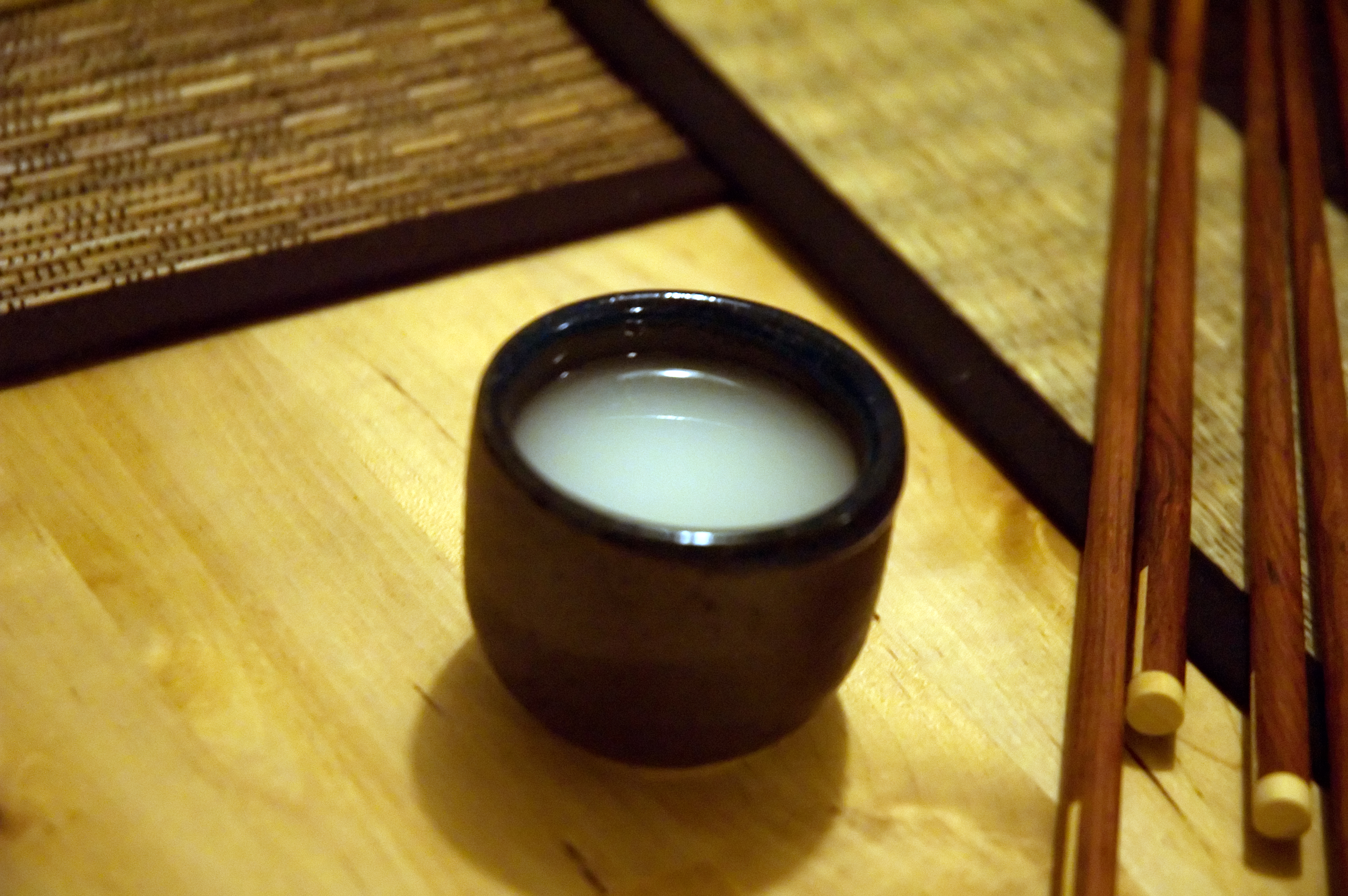
濁酒

在東亞地區，濁酒，又稱濁醪、醪醴，一種傳統釀造酒，為未經過濾程序的米酒。帶有米渣，因此其顏色呈乳白色，又被稱為白酒。經過濾、去色後，就成為清酒；陳放較久的清酒，顏色轉黃，稱黃酒。

## 概論
在中國古代，濁酒泛指未經過濾的釀造酒，以米酒為主流。利用竹炭或木炭來進行過濾，濾出米渣等雜質後，就形成透明無色的清酒。
在三國時代，因官府禁止釀酒，當時人又稱清酒為聖人，濁酒為賢人。
在明清時，濁酒又被稱為白酒。在當時，出現將燒酒加入浊酒及黄酒的製作法，主要是要增長保存期限。